# 丁栅镇
丁栅镇是浙江省嘉善县的一个镇，於2009年被撤銷，其行政區域劃歸姚庄镇管轄。

## 位置
丁栅鎮與上海市接壤，並鄰近江蘇省

## 行政區劃
被撤銷前，丁栅鎮下轄13個行政村及1個居民委員會。